# ثروت استقلال
ثروتِ استقلال (نام پیشین: کالینین) جماعت و شهرکی در جنوب غربی کشور تاجیکستان است که در ناحیهٔ باختر ولایت ختلان قرار دارد. جمعیت این جماعت ۲۶۰۲۹ است.